# Уильям д’Обинье Брито
Уильям д’Обинье Брито (англ. William d’Aubigné Brito), также известный как Уильям де Альбини (англ. William de Albini; умер после 1148) — англо-бретонский аристократ, феодальный барон Бельвуара в Лестершире с 1130-х годов, странствующий судья в Лестершире в 1130 году. В некоторых источниках его называют Уильям д’Обиньи (англ. William d'Aubigny), а прозвище «Брито» добавляют, чтобы отличать от жившего в это же время нормандского тёзки Уильяма Д’Обиньи Пинцерны, дворецкого короля Генриха I.
Уильям выдвинулся во время правления короля Генриха I, проявив себя в битве при Теншбре. Благодаря браку с внучкой Роберта де Тосни он унаследовал феодальную баронию Бельвуар, а также стал королевским кастеляном одноимённого замка. Уильям владел землями в Линкольншире, Лестершире, Эссексе, Хартфордшире и Нортгемптоншире, большая часть из которых или все принадлежали его жене. После смерти Генриха I Уильям признал королём Стефана Блуаского, оставаясь его сторонником во время гражданской войны. В 1140 или 1146 году король передал Бельвуар графу Честеру, в результате чего Уильям стал его вассалом. Вместе с женой он закончил строительные работы в монастыре Бельвуар (Бивер), основанном Робертом де Тосни, ставшим родовой усыпальницей его семьи.

## Происхождение
Уильям был младшим сыном бретонца Мэна д’Обинье, сеньора де Сент-Обен-д’Обинье, владения которого располагались в современном французском департаменте Иль и Вилен, от брака с нормандкой Аделизой де Богун.
В некоторых источниках Уильяма называют «д’Обиньи» (англ. d'Aubigny), а прозвище «Брито» (бретонец) добавляют, чтобы отличать от жившего в это же время нормандского тёзки Уильяма Д’Обиньи Пинцерны (умер в 1139), дворецкого короля Генриха I, происходившего из Сен-Мартен-д’Обинье в Манше и женатому на Мод Биго, сестре жены Уильяма Брито.

## Биография
Ранняя биография Уильяма известна плохо. По сообщению Матвея Парижского, он доблестно проявил себя в битве при Теншбре. Об этом же сообщает предание, сохранившееся в аббатстве Сент-Олбанс, которому подчинялся монастырь Бельвуар.
Уильям снискал расположение английского короля Генриха I, благодаря чему имя «Уильям д’Обиньи» появляется в многочисленных королевских грамотах, самые ранние из которых относятся к 1104—1116 годам. Также его имя часто встречается на королевских хартиях после 1120 года.
Не позже 1107 года Уильям женился на Сесилии Биго, старшей дочери Роджера I Биго и его второй жены Алисы де Тосни. Благодаря этому браку Брито унаследовал владения Роберта де Тосни, феодального барона Бельвуара, отца матери Сесилии. Известно, что Уильям владел землями в Линкольншире, Лестершире, Эссексе, Хартфордшире и Нортгемптоншире, большая часть из которых или все принадлежали его жене. Однако основная часть владений Тосни, включая замок Бельвуар в Лестершире, он получил не раньше 1130 года, когда в казначейском свитке упоминается о том, что Аделиза де Тосни выплатила непогашенный долг отца. Сохранилось обследование Лестершира, по дате близкое к 1130 году, согласно которому в это время большей частью владений Тосни владел Уильям д’Обинье. Также он в качестве королевского кастеляна владел замком Бельвуар и был феодальным бароном Бельвуара. Судя по всему, после смерти Уильяма де Тосни, наследника Роберта I де Тосни, барония оказалась в руках короля Генриха I, который и передал её Уильяму Брито. Также тот получил некоторые владения утонувшего в 1120 году при крушении Белого корабля Оттивела Фиц-Эрла (неизвестно, какие именно), а также Кеттон и Геддингтон.
В 1130 году Уильям был странствующим судьёй в Лестершире.
После смерти Генриха I Уильям сохранил верность его преемнику, Стефану Блуаскому, оставаясь его верным сторонником. Возможно, что новый король подтвердил пожалование Брито Бельвуара после смерти его свекрови. Между 1135 и 1143 году он засвидетельствовал несколько хартий Стефана Блуаского.
Долгое время считалось, что под замком Галклинт, который в 1140 году захватил граф Ален и который потом был отобран Ранульфом де Жерноном, графом Честером, подразумевается Бельвуар, но историк Пол Далтон доказал, что Галкинт располагался в Йоркшире и принадлежал графу Гильому Омальскому. Однако замок Бельвуар, имевший большое стратегическое значение, находился близко к владениям, на которые претендовал граф Честер, поэтому в какой-то момент он стал претендовать на него. В итоге король Стефан передал ему замок и баронию Бельвуар. Кэтрин Китс-Роэн считает, что хартию о передаче можно датировать 1146 годом, Юдит Грин же предположила, что есть причины датировать её 1140 годом. При этом каких-то указаний на то, что Брито присоединился к императрице Матильде, сопернице Стефана, оспаривавшей его права на английский престол, нет. По мнению Кэтрин Китс-Роэн, Уильям не находился в королевской опале, а смысл пожалования короля был в том, чтобы перетянуть Ранульфа на свою сторону. Юдит Грин указала, что никаких оснований для наследования Бельвуара графом Честером установлено не было, а формулировка королевской хартии, по её мнению, предполагала, что Уильям Брито стал вассалом Ранульфа. Исследовательница согласилась с Эдмундом Кингом о том, что граф Честер никогда не изгонял Брито из его владений. А после того как королём Англии стал Генрих II Плантагенет, Бальвуар перешёл к наследнику Уильяма и Сесилии.
Последнее известие об Уильяме относится приблизительно к 1148 году, когда он выпустил хартию аббатству Пайпвелл в Нортгемптоншире. Сесилия пережила мужа. От их брака родилось 4 или 5 сыновей и 2 дочери. Наследником стал Уильям II де Альбини. Ещё один сын, Ральф де Альбини, принимал участие в Третьем крестовом походе и погиб во время осады Акры в 1191 году.
Уильям и Сесилия закончили строительные работы монастыря Бельвуар (Бивер), основанном Робертом I де Тосни. И этот монастырь стал их родовой усыпальницей, в нём были похоронены и они, и многие их потомки.

## Брак и дети
Жена: до 1107 Сесилия Биго, дочь Роджера I Биго и Алисы де Тосни. Дети:
- Уильям II де Альбини (умер в 1168), феодальный барон Бельвуар[4][2].
- Роджер де Альбини[2].
- Матильда де Альбини[2].
- Роберт де Альбини (умер после 1166)[2].
- Базилия де Альбини[2].
- Ральф де Альбини (умер в 1191)[4][2].